# アルファヴィル (バンド)
アルファヴィル（Alphaville）は、ドイツのバンド。1982年に結成。1984年にリリースしたデビュー・シングル「Big in Japan」がアルファヴィル最大のヒット作で、ドイツ、ギリシャ、スイス、スウェーデンとアメリカのビルボードダンスチャートでトップに輝いた。他にも「Forever Young」、「Sounds Like a Melody」、「Dance with Me」などのヒットソングがある。

## メンバー

### 現在のメンバー
- マリアン・ゴールド (Marian Gold) – リード・ボーカル (1982年– )
- デヴィッド・グッドス (David Goodes) – ギター (2009年– )
- ヤコブ・キアシュ (Jakob Kiersch) – ドラム (2009年– )
- カーステン・ブロッカー (Carsten Brocker) – キーボード、ドラム・プログラミング (2014年– )
- アレクサンドラ・メルル (Alexandra Merl) – ベース (2016年– )

### 旧メンバー
- ベルンハルト・ロイド (Bernhard Lloyd) – キーボード、ギター (1982年–2003年)
- フランク・マーテンズ (Frank Mertens) – キーボード (1982年–1984年)
- リッキー・エコレット (Ricky Echolette) – キーボード、ギター (1985年–1997年)
- マーティン・リスター (Martin Lister) – キーボード、バック・ボーカル (2009年–2014年) ※2014年死去
- マヤ・キム (Maja Kim) – ベース (2011年–2016年)

## ディスコグラフィ

### スタジオ・アルバム
- 『ビッグ・イン・ジャパン』 - Forever Young (1984年)
- 『アフタヌーンズ・イン・ユートピア』 - Afternoons in Utopia (1986年)
- 『ブレステイキング・ブルー』 - The Breathtaking Blue (1989年)
- Prostitute (1994年)
- 『サルヴェイション』 - Salvation (1997年)
- Catching Rays on Giant (2010年)
- Strange Attractor (2017年)
- Eternally Yours (2022年)